# Françoise Pascal
Françoise Pascal, född 1632, död 1698, var en fransk författare. Hon tillhör dem som har räknats till preciöserna.  
Hon målade tavlor och skrev dikter, men är främst känd för sin verksamhet som pjäsförfattare. Hon är den första kvinna man känner till, vars pjäser har uppförts av professionella teatrar i Europa. 
Hon var bosatt i Paris från 1667, där hon umgicks i de litterära salongerna. 

## Verk
- 1655: Agathonphile Martyr, Lyon, C. Petit.
- 1657: Diverses poésies, Lyon, Simon Matheret.
- 1657: Endymion, Lyon, C. Petit.
- 1661: Sésostris, Lyon, A. Offray.
- 1664: Le Vieillard amoureux, Lyon, A. Offray.
- 1669: Le Commerce du Parnasse, Paris, C. Barbin.
- 1670: Cantiques spirituels ou Noëls nouveaux, sur la naissance du Sauveur, Paris, N. Oudot.
- 1674: Les Réflexions de la Madeleine dans le temps de sa pénitence, Paris, M. Coustelier.
- 1680: Les Entretiens de la Vierge et de Saint Jean l’Évangéliste sur la vie et la mort du Sauveur, Paris, Veuve S. Huré.